# 散乱則
中性子散乱における散乱則とは、微分散乱断面積と散乱関数 S を結びつける次のような定理のこと。
{\displaystyle {\frac {d^{2}\sigma }{dEd\Omega }}=NV^{2}{\frac {k_{f}}{k_{i}}}\left({\frac {m}{2\pi \hbar ^{2}}}\right)^{2}V(\chi )^{2}\cdot S(\chi ,\omega )}
この散乱則はファン・ホーベによって導出された。相互作用としてフェルミ擬ポテンシャルを仮定し、ボルン近似を使うことで導くことができる。
散乱則は散乱粒子の運動だけに依存する。つまり散乱体の構造や運動に依存せず、和則や詳細釣り合いを満たすことが証明されている。

## 導出
波数{\displaystyle \mathbf {k} _{i}}をもつ中性子{\displaystyle |\mathbf {k} _{i}\rangle }が入射し、非弾性散乱をした後に状態{\displaystyle |\mathbf {k} _{f}\rangle }になったとする。
中性子が感じるポテンシャルを{\displaystyle H'}とすると、非弾性散乱の微分散乱断面積はボルン近似することで次のようになる。
{\displaystyle {\frac {d^{2}\sigma }{dEd\Omega }}={\frac {k_{f}}{k_{i}}}\left({\frac {m}{2\pi \hbar ^{2}}}\right)^{2}|\langle \mathbf {k} _{f}|H'|\mathbf {k} _{i}\rangle |^{2}\delta (\hbar \omega -\varepsilon _{i}+\varepsilon _{f})}
スピンを考えない範囲では中性子は平面波で与えてよい。
{\displaystyle |\mathbf {k} _{i}\rangle =e^{i\mathbf {k} _{i}\mathbf {r} }}
{\displaystyle |\mathbf {k} _{f}\rangle =e^{i\mathbf {k} _{f}\mathbf {r} }}
結晶の周期ポテンシャルを{\displaystyle V}とすると
{\displaystyle H'=\sum _{j}V(\mathbf {r} -\mathbf {r} _{j})}
これらを代入して、始状態が熱平衡状態にあると仮定することで散乱則が得られる。